# Rosa Jegorowna Schanina

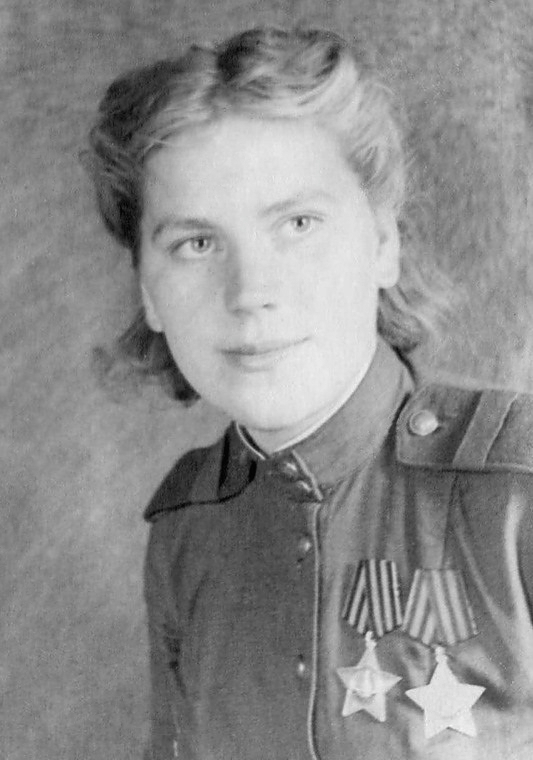
Rosa Jegorowna Schanina 1944

Rosa Jegorowna Schanina (russisch Роза Егоровна Шанина; * 3. April 1924 in Edma, Rajon Ustja in der Oblast Archangelsk, Russische SFSR; † 28. Januar 1945 in Ostpreußen) war eine sowjetische Scharfschützin im Zweiten Weltkrieg. Auf ihr Konto gingen 59 tödliche Treffer, darunter 12 während der Operation Bagration (Juni bis August 1944) in Vilnius. 
Nach dem Besuch der Archangelsker Pädagogischen Hochschule leitete Schanina einen Kindergarten. Später absolvierte sie freiwillig die militärische Grundausbildung und trat der Akademie für weibliche Scharfschützen in Podolsk bei. Am 22. Juni 1943 wurde Schanina in die Rote Armee und am 2. April 1944 in den separaten weiblichen Scharfschützenzug der 184. Infanteriedivision aufgenommen. Schanina, die ihren von den Deutschen getöteten Bruder rächen wollte, erwies sich als beeindruckend treffsichere Scharfschützin.  Am 18. Juni und am 22. September 1944 wurde sie mit dem Ruhmesorden ausgezeichnet. Der "unsichtbare Schrecken Ostpreußens", wie eine kanadische Zeitung sie 1944 beschrieb, war die erste Soldatin, die mit diesem Orden ausgezeichnet wurde.
Am 12. Dezember 1944 wurde Schanina in die Schulter geschossen und erhielt am 27. Dezember die Tapferkeitsmedaille.
Rosa Jegorowna Schanina fiel am 28. Januar 1945 während eines Gefechts in Ostpreußen als sie einen verwundeten Kommandanten schützte. Sie war 20 Jahre alt. Ihr Tagebuch und ihre zahlreichen Briefe wurden postum veröffentlicht. Nach ihr sind zwei Siedlungen in der Stadt Archangelsk benannt.